# Casco (hrabstwo Kewaunee)
Casco – wieś w Stanach Zjednoczonych, w stanie Wisconsin, w hrabstwie Kewaunee.